# Szünetmentes tápegység
A szünetmentes tápegység (angolul: Uninterruptible Power Supply, röviden: UPS) olyan eszköz, mely villamos energiát biztosít számítógépeknek és egyéb berendezéseknek, akkor is, ha a villamos hálózaton bármilyen ok miatt megszűnik a készülék működéséhez szükséges tápfeszültség (pl. feszültségingadozás, feszültségletörés vagy tápfeszültség kimaradás lép föl). Eredetileg olyan helyeken alkalmazták, ahol olyan eszközök üzemelnek, amelyek folyamatos működése kiemelten fontos (pl. telekommunikációs létesítmények, telefonközpontok, rádióadók, forgalomirányító rendszerek stb.). Az 1960-as évektől kezdődően gyorsan terjedtek a számítógépek, a korai számítógépek esetén nem csak adatvesztést, hanem hardvermeghibásodásokat is okozhatott a tápfeszültség zavara. A számítógépek fejlődésével már nem elsősorban a hardvermeghibásodás kivédése, hanem a rendellenes leállásból adódó adatvesztések és üzemzavarok elkerülése a cél.  A 20. század utolsó évtizedeitől kezdődően egyre több, a tápláló feszültség zavaraira érzékeny elektronikus eszközt használunk. Rohamosan terjednek a beágyazott számítógépet tartalmazó eszközök. Számtalan esetben találkozunk ilyenekkel kritikus helyeken, pl. orvosdiagnosztikai eszközöknél, ipari automatikáknál, a forgalomirányításnál, általában az ún. kritikus infrastruktúra elemeinél. Ezeknél az alkalmazásoknál egy rövid idejű (akár néhány másodperces) feszültségletörés, vagy feszültségkimaradás is komoly zavarokat, károkat, baleset- és életveszélyes helyzeteket okozhat. A tápfeszültség zavaraiból adódó következmények kockázatát csökkentik az UPS berendezések és az UPS berendezésekkel felépített szünetmentes energiaellátó rendszerek.

## Általános leírás
A legtöbb elektronikus eszköz a működéséhez szükséges energiát a közcélú villamosenergia hálózatból kapja. Ez a hálózat nem képes arra, hogy az év 365 napján, napi 24 órában folyamatosan rendelkezésre álljon, az elvárt szolgáltatási jellemzőket elsősorban a villamosenergiáról szóló törvény (VET), a hozzá csatlakozó jogszabályok, a szolgáltatók üzletszabályzatai, illetve az MSZ EN 50160 szabvány szabályozza. Tervezett karbantartások, bővítések esetén a szolgáltató (előzetes bejelentés után) lekapcsolhat fogyasztókat, fogyasztói csoportokat, valamint felléphetnek üzemzavarok is. Ezekben az esetekben megszűnik az adott létesítménynek a villamos energiaellátása. A közcélú hálózathoz csatlakozik a létesítmény belső hálózata, ezen is szükséges időszakosan karbantartásokat elvégezni, illetve ezen a hálózatrészen is bekövetkezhetnek üzemzavarok. A két rendszer együttes rendelkezésre állása határozza meg annak a csatlakozási pontnak a tényleges rendelkezésre állását, amelyhez csatlakozik az adott készülék. Ha ez a rendelkezésre állás nem megfelelő az adott készülék üzeme szempontjából, akkor szükséges telepíteni szünetmentes tápegységet.
A „szünetmentes tápegység” a tápegységben tárolt energiát (tipikusan gondozásmentes akkumulátorokban), a tápláló feszültség zavara esetén a helyi szabványnak (Magyarországon MSZ 1 illetve az MSZ EN 50160 szabványok szerint: 230 V, 50 Hz, szinuszos) megfelelő feszültségre alakítja. A gyakorlatban a szinuszos kimenet nem mindig teljesül maradéktalanul.

### Áthidalási idő
A szünetmentes tápegységek egyik legfontosabb jellemző adata. Megadja, hogy névleges terhelés esetén mennyi ideig képes a berendezés a rákapcsolt fogyasztókat villamos energiával ellátni. Ez az idő felépítéstől függően néhány 10 másodperctől a néhány óráig terjed. A ténylegesen tapasztalható áthidalási időt befolyásolja a táplált fogyasztók tényleges energia igénye, és az energiatároló pillanatnyi állapota (pl. öregedés miatti kapacitás csökkenés).

### Névleges teljesítmény
A névleges teljesítmény az a villamos teljesítmény, amivel terhelhető a berendezés. Alapvetően három teljesítmény kategóriát szokás megkülönböztetni, a kategóriák határai gyártónként eltérőek lehetnek:
- Kis teljesítményű UPS-ek: néhány 10 kVA teljesítményig,
- Közepes teljesítményű UPS-ek: 40-60 kVA-től kb. 100-200 (400) kVA-ig
- Nagy teljesítményű UPS-ek: 100-200 (400) kVA-től 1-2 MVA-ig

Az egyes méretkategóriák az alkalmazott technológiákban és felépítésben is különbséget mutatnak. A közepes és nagy teljesítményű berendezések szinte kizárólag csak háromfázisú kivitelben léteznek. Kis teljesítményű UPS-ek esetén találkozhatunk egyfázisú készülékekkel is.

## Tipikus felépítés
A szünetmentes tápegységek legelterjedtebben három alapvető felépítési móddal készülnek:
1. Off-line (más néven Stand-by) UPS
2. Vonali-interaktív (angolul Line-interactive) UPS
3. On-line vagy más néven kettős konverziójú UPS

Az UPS-eknek három lényeges szerkezeti egységük van:
1. Egyenirányító: Ez az egység a hálózati váltakozó feszültségből egyenfeszültséget állít elő. Ennek felépítése az UPS kialakításától (egy vagy háromfázisú) és a teljesítményétől függően változik. Régebbi háromfázisú típusok esetén[4] vezérelt tirisztoros egyenirányítót, újabban IGBT-s egyenirányítót használnak.
2. Energiatároló: Ez az egység biztosítja a tápláló hálózat kimaradása esetén a fogyasztók működéséhez szükséges energiát. Ez leggyakrabban akkumulátor, ritkábban forgógép lendkereke, vagy kondenzátor.
3. Inverter: Ez az egység állítja elő az egyenirányító, illetve az energiatároló egyenfeszültségéből a fogyasztók számára szükséges váltakozó feszültséget. Az inverter felépítése határozza meg, hogy az UPS kimeneti feszültségének milyen a jelalakja, mennyire képes megközelíteni az ideális szinuszos jelalakot. Kisebb teljesítmények és olcsóbb kivitel esetén ez kevésbé szinuszos. Ezt módosított szinuszhullámú inverternek nevezik. Ezek az egyszerűbb kivitelű berendezések főleg számítógépek táplálására használhatóak. Elsősorban nagyobb teljesítménytartományban, vagy olyan helyeken, ahol követelmény a pontos szinuszos kimeneti feszültség, általában impulzusszélesség-modulációt (PWM) használó inverterekkel építik fel az UPS-t. A PWM inverterek nagy teljesítmény tartományban is jól megközelítik a szinuszos jelalakot[5][6]. Szintén a drágább UPS-ek kimenetén az inverterhez csatlakoztatnak egy szűrőtagot (tipikusan LC szűrő[6]), vagy egy transzformátort. Bár ezek kis mértékben csökkentik a hatásfokot, de a kimeneti jel jelalakját pontosítják. A transzformátor elválasztást is tud biztosítani. Így ezek forgógépeknél, illetve olyan helyeken is alkalmazhatóak, ahol a táplált fogyasztók érzékenyek a jelalakra.

Az off-line és a vonali-interaktív berendezések egy gyors működésű elektronikus kapcsoló elemet is tartalmaznak (statikus átkapcsoló). Ezen felépítések esetén ez a kapcsoló gondoskodik arról, hogy a tápláló hálózat kimaradása esetén átkapcsoljon akkumulátoros üzemre.

### Off-line UPS

Offline UPS elvi ábrája

Az Off-line UPS-ek egyszerű felépítésűek. Egy vagy néhány számítógép, és a hozzájuk tartozó monitor biztonsági energiaellátásra szolgálnak. Olyan telepítési helyszíneken javasolt az ilyen felépítésű berendezések telepítése, ahol nincsenek magas elvárások, a cél csak annyi, hogy rövid idejű feszültségletörések káros hatását kivédje. Leggyakrabban 100 VA-2-3 kVA névleges teljesítménytartományban gyártanak ilyen felépítésű eszközöket. Energiatárolójuk jellemzően néhány darab 12 V feszültségű akkumulátor. Áthidalási idejük viszonylag rövid, néhány perc, maximum negyed óra. Ez a viszonylag rövid áthidalási idő általában arra elegendő, hogy a számítógép szabályosan leállítható legyen az adatvesztések elkerülésére. Gyakori, hogy az arra alkalmas UPS egy kommunikációs kábellel (régebben RS-232, újabban USB) csatlakozik a számítógéphez, és az UPS gyártója által biztosított szoftver gondoskodik a számítógép automatikus leállításáról.

#### Működés
A bemeneti hálózati feszültség egy vonali szűrőn keresztül táplálja a berendezést. Ennek a szűrőnek a feladata a kisebb zavarok (pl. EMI/RFI) szűrése. A hálózati feszültség egy egyenirányító és egy akkumulátor töltő áramkörön keresztül tölti a beépített akkumulátort. Az akkumulátorhoz csatlakozik egy egyszerű DC-AC inverter, amely ezeknél a típusoknál jellemzően négyszög- vagy módosított szinuszhullámú inverter. A hálózati feszültség egy kapcsoló elemen keresztül csatlakozik a kimenethez is. Normál üzem esetén a bemeneti feszültség jelenik meg a kimeneten. Abban az esetben, ha a bemeneti feszültség jellemzői nem megfelelőek, akkor a bekapcsolja az invertert, majd a berendezés automatikusan, rövid idő alatt átkapcsol inverteres üzemmódba, és a kimenetre csatlakoztatott fogyasztót onnantól kezdve az inverter táplálja. Az átkapcsoló kapcsolási ideje típustól függően 3-10 ms. Az átkapcsolási idő alatt a fogyasztó tápellátás nélkül marad, azonban ez a rövid idejű kimaradás általában nem okoz a számítógépek működésében zavart. Olyan alkalmazásoknál, amelyeknél ez az átkapcsolási idő sem elfogadható, más felépítésű UPS-t kell választani. Az átkapcsoló elem vagy tisztán elektronikus (félvezetős) felépítésű, vagy egy félvezetős átkapcsolót még kiegészítenek egy elektromechanikus kapcsolóval (relé vagy mágneskapcsoló).

### Vonali-interaktív (angolul Line-interactive) UPS

Line interaktív UPS elvi ábrája

A vonali-interaktív UPS-ek hasonló felépítésűek az off-line UPS-ekhez. A legjelentősebb eltérés, hogy tartalmaznak egy automatikus feszültség szabályzó (angol rövidítéssel AVR Automatic Voltage Regulator) áramkört. Ez általában egy sok megcsapolású autotranszformátor, amely olyan kialakítású, hogy alkalmas le- és feltranszformálásra is. A megcsapolások közül egy elektronikus áramkör választja ki a szükségest. Általában néhány kVA, néhány 10 kVA teljesítménytartományban használják ezt a kialakítást.

#### Működés
A működés teljesen hasonló mint az off-line UPS működése. Az eltérés összesen annyi, hogy hálózati üzemben a beépített feszültségszabályzó áramkör képes a feszültségszintet stabilizálni. Az inverter általában módosított szinuszhullámú. A többi jellemzője megegyezik az off-line UPS-ekével.

### On-line vagy más néven kettős konverziójú UPS

Kettős konverziójú UPS elvi ábrája

A három felépítésmód közül a legösszetettebb, legbonyolultabb felépítés. Ennek következménye, hogy azonos teljesítmény esetén az ilyen készülék ára a legmagasabb. Jellemzően 1 kVA-től 1-2 MVA teljesítménytartományban gyártanak ezzel a felépítéssel UPS-eket. Nem csak számítógépek, hanem szinte bármilyen eszköz tápellátását biztosíthatják (megfelelően gondos kiválasztás és méretezés után). Ilyen felépítésű gépeket használhatnak kórházakban, TV stúdiókban, ipari létesítményekben, stadionokban a világítás táplálására is. A kimeneti inverter szinte minden gyártmány esetén egy pontos, szabályozott szinuszos PWM inverter. Akkumulátoros kialakítás esetén a nagyobb akkumulátor telep miatt az áthidalási idejük általában hosszabb, legalább 10 perc, az akkumulátorok darabszámának növelésével szinte korlátlanul növelhető.

#### Működés
A kettős konverziójú elnevezés a működési módját jelenti. A hálózati feszültséget egy vezérelt egyenirányító egyenfeszültséggé alakítja. Ez táplálja az ún. DC buszt (vagy más néven DC sínt). Ehhez a DC buszhoz csatlakozik az akkumulátor telep (vagy más energiatároló). Ezeknél a berendezéseknél a hatásfok növelésére nem 12 V-os akkumulátort, hanem több akkumulátor sorba kapcsolásával nagyobb akkumulátor telepet használnak. Szintén ehhez a DC buszhoz csatlakozik az inverter, amely előállítja a megfelelő feszültségű, és frekvenciájú szinuszos kimeneti feszültséget. Az energia útja olyan, hogy mindig az inverter táplálja a fogyasztókat. Ha a bemeneti feszültség nem megfelelő, akkor az inverter elkezdi kisütni az akkumulátorokat, de a kimeneten még rövid időre sem szűnik meg a feszültség, hiszen az inverter folyamatosan üzemel, és a működéséhez szükséges energiát mindig a DC buszról kapja. Az üzembiztonság növelésére kiegészítik egy ún. By-pass (megkerülő) kapcsolóval, ez abban az esetben kapcsol, ha valamelyik részegység meghibásodik, és ennek a hibának a következtében az UPS nem lenne képes a megfelelő feszültség előállítására. A By-pass kapcsoló működése után ugyan a szünetmentes tápegység nem képes egy feszültségletörést vagy feszültségkimaradást kompenzálni, de a fogyasztók folyamatos tápellátása biztosított. Ilyenkor az üzemeltetőnek van lehetősége beavatkozásra.
Ez a kialakítás mód lehetővé teszi azt is, hogy több UPS egységet párhuzamosan kapcsolva az együttes rendelkezésre állást, vagy a teljesítményt növeljék. Ekkor az egyes egységek inverterei összehangoltan, egymással szinkronban üzemelnek. Gyakori az N+1 illetve a 2N redundáns kiépítés. N+1 kialakítás esetén a kívánt teljesítmény eléréséhez szükséges modulok számát 1-el növelik, ezzel biztosítva, hogyha egy modul meghibásodik, a rendszer továbbra is képes legyen a fogyasztók biztonságos ellátására.
Számpéldával: ha szükséges 600 kVA teljesítmény, és egy modul névleges teljesítménye 200 kVA, akkor 3 modul lenne szükséges a 600 kVA biztosításához, majd egy további modul is telepítésre kerül, így összesen 4 db, egyenként 200 kVA modulból fog felépülni az UPS rendszer. Ha egy modul meghibásodik a 3 db működőképes modul biztonságosan ki tudja szolgálni a szükséges teljesítményt. A 2N redundancia esetén a szükséges modulszám kétszeresét építik be, így egy teljes rendszer kiesése sem okoz zavart a fogyasztók energiaellátásában.

### A három felépítési mód összehasonlítása
| Jellemző                                          | Off-line                                | Line interaktív                   | Kettős konverziójú |
| ------------------------------------------------- | --------------------------------------- | --------------------------------- | --- |
| Teljesítmény tartomány                            | néhány 100 VA és 2-3 kVA között         | néhány 100 VA és 20-30 kVA között | 1 kVA és 2-3 MVA között |
| Inverter feszültség jellemzője                    | négyszög, vagy módosított szinuszhullám | módosított szinuszhullám          | szinuszhullámú, általában PWM felépítésű |
| Tipikus áthidalási idő                            | 3 perc és 5 perc között                 | 3 perc és 15 perc között          | akkumulátoros energia tároló esetén min. 10 perc szinte tetszőlegesen bővíthető. Kondenzátoros és forgógépes energiatároló esetén 15 másodperc és 1-2 perc között |
| Átkapcsolási idő, betápláló hálózat zavara esetén | 3 ms és 10 ms között                    | 3 ms és 10 ms között              | Nincs, a fogyasztókat folyamatosan az inverter táplálja |
| Feszültségszabályzás a kimeneten                  | Nincs                                   | Egyszerű                          | Precíziós szabályzású inverter kimenet |
| Frekvenciaszabályzás a kimeneten                  | Nincs                                   | Nincs                             | Precíziós szabályzású inverter kimenet |
| Ár, azonos teljesítmény esetén                    | Legolcsóbb                              | Közepes                           | Legdrágább |

## Akkumulátoros berendezések
A legelterjedtebben használt felépítés. Az akkumulátoros felépítésű szünetmentes tápegységeket szokásos még hagyományos UPS-nek is nevezni. Ezeknél a berendezéseknél az energiatároló egy vagy több darab (kis teljesítményű tápok esetén tipikusan 12 V-os) akkumulátorból áll. Ezeket az akkumulátorokat egy beépített töltőáramkör tölti, amely az akkumulátor teljes töltöttsége esetén megszünteti a töltést, vagy átvált ún. csepptöltés üzemmódra, amely egy akkumulátor kímélő töltési mód, és az ún. önkisülés általi töltésvesztést pótolni tudja. Egy adott teljesítményű berendezésnél az akkumulátor telep kapacitása határozza meg a berendezés áthidalási idejét. Az akkumulátoros felépítés előnye, hogy jól skálázható, a töltőáramkör jellemzőinek alapján viszonylag széles tartományban változtatható a telep kapacitása, és ezzel a berendezés áthidalási ideje. Hátránya az akkumulátor telep jelentős helyigénye. Nagyobb UPS teljesítmény és áthidalási idő igénye esetén az akkumulátor telep mérete növekszik. További hátránya, hogy az akkumulátorok viszonylag gyorsan öregszenek, és ezáltal folyamatosan csökken az áthidalási idő. Az akkumulátorok az élettartamuk vége felé képesek hirtelen meghibásodni, amely az UPS berendezés leállást is okozhatja.

## Forgógépes
A forgógépes szünetmentes tápegységnél az energiát nem akkumulátor tárolja, hanem egy nagy tömegű, általában magas fordulatszámon forgó lendkerék. Amikor megfelelő energiát képes biztosítani a tápláló hálózat, egy villanymotor felgyorsítja a lendkereket, a megfelelő fordulatszám elérése után pedig forgásban tartja (ez a mechanikai veszteségek miatt szükséges). Amikor a tápfeszültség megszűnik, a lendkerék a mechanikus tehetetlensége miatt tovább forog. A lendkerékben tárolt mozgási energia biztosítja az áthidalási időben a fogyasztók számára szükséges energiát. A lendkerék forgási energiáját egy villamos generátor alakítja át villamos energiává. Ahogyan a lendkerék forgási sebessége csökken (nagyrészt az energia elvétel és kisebb részben a súrlódás miatt), úgy csökken a generátor feszültsége és frekvenciája. Ezt a hatást egy egyenirányító inverter egység korrigálja, és biztosítja a fogyasztók számára szükséges feszültség jellemzőjű, és frekvenciájú feszültséget. Gyakori felépítés, hogy a motor-generátor-lendkerék egy gépegységet képez, és egy olyan forgó villamosgépet hoznak létre, amely képes motor és generátor üzemben is megfelelő hatásfokkal üzemelni, és ennek a gépnek a forgórésze egybe van építve a lendkerékkel, ezzel a megoldással a mechanikai veszteségek csökkenthetőek, ezzel a készülék hatásfoka és az elérhető áthidalási idő növelhető. További veszteség-csökkentő megoldás, amikor a lendkerék vákuumban forog.
A forgógépes UPS-ek előnye, hogy nagyobb teljesítménytartományban (tipikusan 500 kW és még nagyobb) használhatóak jól, ebben a tartományban egy akkumulátoros gépbe nagyon nagy mennyiségű akkumulátort kellene telepíteni, amely jelentős helyigénnyel járna, illetve a nagy akkumulátor telep üzemeltetése költségessé válna.
A forgógépes UPS-ek nagyon jelentős hátránya, a nagyon rövid (tipikusan néhány 10 másodperc) áthidalási idő. Ez a gyakorlatban csak annyit tesz lehetővé, hogy elinduljon az UPS-sel együtt telepített generátor. Több gyártó kínálatában egy egységként  forgalmazzák a szünetmentes egységet a dízelgenerátorral, ezek összehangoltan működnek.

## Kondenzátoros berendezések
Az ún. ultrakapacitások (vagy más néven szuper kondenzátorok) elterjedésével, és a bekerülési áruk csökkenésével a 2010-es évek második felétől kezdődően több gyártó termékkínálatában megjelentek olyan UPS-ek, amelyek energiatárolónak nagy kapacitású kondenzátor telepet használnak (a kondenzátor telep együttes kapacitása több száz millifarad - néhány farad tartományba esik). A felépítés hátránya a rövid (néhány 10 másodperc) áthidalási idő, amely hasonlóan a forgógépes kialakításhoz, megköveteli tartalék áramfejlesztő berendezés telepítését. Előnye a kisebb helyigény, illetve a kondenzátorok nagyobb élettartama az akkumulátorokhoz képest.

## Belső égésű motorral hajtott generátor
Általában a szünetmentes tápegység kiegészítéseként használnak kétütemű motorral vagy dízelmotorral hajtott generátort (más néven aggregátort). Ez leggyakrabban egy dízelmotorral, ritkábban benzinmotorral hajtott motor–generátor gépegység. Ekkor a szünetmentes tápegység akkumulátoraiban (vagy más energiatárolójában) csak annyi energiát kell tárolni, amely arra az időre biztosítja a fogyasztók energiaellátását, ameddig a generátor elindul. A generátor elindulása után a generátor táplálja a fogyasztókat, és biztosítja az akkumulátorok (vagy más energiatárolók) visszatöltését. Ezzel a rendszer együttes áthidalási ideje szinte korlátlan mértékben növelhető. Magas rendelkezésre állású adatközpontok esetén a méretezést úgy kell elvégezni, hogy elsődleges energiaforrásnak a telepített dízel generátorokat kell tekinteni, a közcélú villamosenergia hálózatot csak mint gazdaságosabb alternatív villamos energiaforrást szabad figyelembe venni. Ez az aggregátor a szünetmentes tápegység(ek) táplálásán kívül képes energiát biztosítani a létesítmény azon fogyasztói számára is, amelyek nem érzékenyek rövid idejű feszültség kimaradásra, azonban a megfelelő üzemhez közel folyamatos üzemükre szükség van (pl. felvonók, légkezelők, hűtőgépek stb.).